# سیارک ۳۳۴۷۸
سیارک ۳۳۴۷۸ (به انگلیسی: 33478 Deniselivon، نامگذاری:1999GB) سی و سه هزار و چهارصد و هفتاد و هشتمین سیارک کشف شده‌است که در ۲ آوریل ۱۹۹۹ کشف شد.